# Banavigondanahalli, Challakere
Banavigondanahalli là một làng thuộc tehsil Challakere, huyện Chitradurga, bang Karnataka, Ấn Độ.